# Спеціалізована іпотечна установа
Спеціалізо́вана іпоте́чна устано́ва — це фінансова установа, виключним видом діяльності якої є придбання іпотечних активів (їх продаж у випадках, передбачених законом і проспектом емісії) та випуск структурованих іпотечних облігацій.
Спеціалізована іпотечна установа може бути створена без обмеження строку існування або на строк до повного погашення структурованих іпотечних облігацій.
Спеціалізована іпотечна установа має право провадити свою діяльність після внесення її до Державного реєстру фінансових установ у порядку, встановленому законодавством. До спеціалізованих іпотечних установ не застосовуються вимоги щодо достатності капіталу, ліквідності, ліцензування діяльності.